# 68ª Divisione fucilieri motorizzata delle guardie "Sebastopoli-Fucilieri Lettoni"
La 68ª Divisione fucilieri motorizzata delle guardie "Sebastopoli-Fucilieri Lettoni" (in russo 68-я гвардейская мотострелковая Севастопольская дивизия имени Латышских стрелков?, 68-ja gvardejskaja motostrelkovaja Sevastopol'skaja divizija imeni Latyšskich strelkov, unità militare 29760) è un'unità di fanteria motorizzata delle Forze terrestri russe, subordinata alla 6ª Armata combinata del Distretto militare di Leningrado e con base a Luga.
Costituita nel 1992 come 25ª Brigata fucilieri motorizzata delle guardie, ha preso parte in questa veste all'invasione russa dell'Ucraina del 2022, durante la quale nel 2025 è stata  espansa al rango di divisione.

## Storia

### Unione Sovietica
Le origini dell'unità risalgono al 666º Reggimento fucilieri, fondato presso Suchoj Log il 18 agosto 1940 e inquadrato nella 153ª Divisione fucilieri. In seguito allo scoppio dell'Operazione Barbarossa, l'unità nel giugno 1941 venne frettolosamente trasferita a Vicebsk per fronteggiare l'avanzata tedesca, trovandosi a corto di personale ed equipaggiamento. Il reggimento affrontò per la prima volta elementi della Wehrmacht il 3 luglio. A causa della rapida avanzata delle unità tedesche in direzione di Smolensk la posizione della divisione venne aggirata, e l'11 luglio il 666º Reggimento risultò circondato a sud della città. Il 24 luglio il grosso della divisione riuscì a ristabilire un contatto con reparti dell'Armata Rossa, sfuggendo all'accerchiamento e ritirandosi a est del Dnepr. Dopo aver combattuto battaglie difensive sulla sponda orientale del fiume, a settembre l'intera divisione venne spostata in riserva presso Kalinin.
Il 18 settembre 1941 la 153ª Divisione venne promossa a 3ª Divisione fucilieri delle guardie, e contestualmente il reggimento divenne il 13º Reggimento fucilieri delle guardie. A novembre e dicembre combatté nell'area di Volchov. Fra il gennaio e l'aprile 1942 prese parte alla battaglia di Ljuban', nel tentativo di liberare Leningrado dall'assedio. Fu impiegato nuovamente con lo stesso obiettivo nel settembre 1942, nel corso dell'offensiva Sinjavino. All'inizio di dicembre la divisione venne trasferita a marce forzate a Stalingrado e inquadrata nella 2ª Armata delle guardie, la quale svolse un importante cruciale durante l'Operazione Urano che portò alla vittoria sovietica della battaglia di Stalingrado. Successivamente sviluppò l'offensiva in direzione di Rostov, liberando Novočerkassk il 13 febbraio 1943 e fermandosi una volta raggiunto il fiume Mius.
Fra agosto e settembre 1943 partecipò all'offensiva strategica in Donbass, liberando le città di Volnovacha e Tokmak. Avanzando in Ucraina, la divisione raggiunse il basso Dnepr e la costa del Mar Nero, liberando Kachovka il 2 novembre. A dicembre stabilì una testa di ponte sulla sponda occidentale del fiume vicino a Cherson. Nel febbraio 1944 venne trasferita presso l'istmo di Perekop, da dove prese parte alla riconquista della Crimea. L'8 aprile il reggimento assaltò le posizioni della 50. Infanterie-Division tedesca, sfondandone le difese in soli quaranta minuti. Il 13 aprile liberò Jevpatorija e, in collaborazione con le truppe del 4º Fronte ucraino, anche Sebastopoli il 9 maggio. Per questa azione venne ufficialmente intitolato alla città il giorno successivo.
Successivamente la divisione fu trasferita alle dipendenze del 1º Fronte baltico, prendendo parte all'offensiva di Šiauliai a luglio e alla battaglia di Memel a ottobre, azione per la quale il reggimento venne insignito dell'Ordine della Bandiera rossa. A dicembre venne assegnata al 3º Fronte bielorusso, e fra gennaio e aprile 1945 partecipò all'offensiva della Prussia Orientale. Il reggimento ha festeggiato la Giornata della Vittoria presso Fischhausen (l'attuale Primorsk).
Dopo il termine della seconda guerra mondiale il reggimento rimase di stanza nella RSS Lituana, venendo schierato ad Ādaži come parte della 3ª Divisione fucilieri delle guardie (unità militare 61415), la quale venne riorganizzata come unità motorizzata il 25 giugno 1957 presso Klaipėda. Nel marzo 1963 il reggimento fu riassegnato alla 24ª Divisione corazzata d'addestramento (unità militare 29760). Nel 1967 venne intitolato ai fucilieri lettoni.

### Federazione Russa
Ereditato dalla Russia dopo lo scioglimento dell'Unione Sovietica, nel settembre 1992 il reggimento venne distaccato e riorganizzato nella 25ª Brigata fucilieri motorizzata delle guardie, che nel 1993 venne trasferita dalla Lettonia all'oblast' di Pskov.
Durante la guerra del Donbass alcuni soldati della brigata sono stati geolocalizzati nella regione di Donec'k.
La brigata ha partecipato all'invasione russa dell'Ucraina del 2022, entrando in azione nella regione di Charkiv. A maggio la puntata offensiva russa sulla città è stata completamente sconfitta dalla 72ª e dalla 92ª Brigata meccanizzata ucraina, e i gruppi tattici di battaglione impiegati su questo asse sono stati ritirati in Russia dopo aver subito pesantissime perdite. Successivamente un BTG della brigata è rientrato in Ucraina, mantenendo pressione su Charkiv con la 200ª Brigata fucilieri motorizzata delle guardie, l'80ª Brigata fucilieri motorizzata artica e la 61ª Brigata fanteria di marina. A settembre la regione è stata investita dalla controffensiva ucraina, e la brigata è stata costretta a ripiegare oltre il confine russo. A partire febbraio 2023 è stata nuovamente rischierata in Ucraina, in particolare nell'area a nord di Kup"jans'k insieme alla 138ª Brigata fucilieri motorizzata delle guardie. Le due brigate sono state mandate ripetutamente all'assalto del villaggio di Syn'kivka fra dicembre 2023 e febbraio 2024, venendo sempre respinte dalla 14ª e 30ª Brigata meccanizzata ucraina e subendo gravi perdite nei reparti meccanizzati, impiegati in modo sconsiderato contro le difese nemiche. Per mantenere la capacità operativa, nel corso di diversi mesi la brigata è stata rinforzata con personale mobilitato proveniente dal 1843º Battaglione fucilieri motorizzato (unità militare 69365). Sempre nel febbraio 2024 il ministro della difesa russo Sergej Šojgu ha consegnato la stella d'oro dell'Eroe della Federazione Russa al comandante della brigata, colonnello Aleksej Ksenofontov.
A partire da aprile 2024 elementi della 6ª Armata combinata, comprendendi quindi la 138ª e la 25ª Brigata fucilieri motorizzata, dell'11º Corpo d'armata, come la 18ª Divisione fucilieri motorizzata, e del neocostituito 44º Corpo d'armata sono stati schierati lungo i confini degli oblast' di Brjansk, Kursk e Belgorod per andare a formare il Gruppo di forze "Nord". A maggio la brigata è stata impiegata nella nuova offensiva russa nella regione di Charkiv, operando in direzione di Vovčans'k insieme alla 138ª Brigata fucilieri motorizzata. Nel corso dei combattimenti è stata rinforzata con il 346º, 350º e 1009º Reggimento e il 1855º Battaglione fucilieri motorizzato (unità militare 11048, 11076, 29298, 69357), costituiti con personale mobilitato. Questi ultimi due in pochi giorni hanno subito gravissime perdite durante gli assalti alla città, risultando quasi completamente distrutti. La brigata è quindi stata costretta a fermarsi per essere ricostituita, portando ad uno stallo dell'offensiva entro l'inizio di giugno.
Ad agosto 2024 il 346º e il 1009º Reggimento sono stati trasferiti nell'oblast' di Kursk per contrastare l'offensiva ucraina in territorio russo, venendo schierati nel settore a sud di L'gov. Per questa operazione la brigata è stata inoltre rinforzata con il personale mobilitato proveniente da due unità di addestramento, il 361º e 362º Reggimento fucilieri motorizzato (unità militare 11096 e 11097), schierati nell'area a est di Sudža. A metà novembre la brigata è stata impiegata nuovamente in direzione di Kup"jans'k, effettuando una puntata offensiva che è inizialmente riuscita a raggiungere i sobborghi settentrionali della città. Tuttavia gli elementi più avanzati dell'unità sono stati eliminati grazie all'intervento della 116ª Brigata meccanizzata, e nelle due settimane successive un contrattacco della 14ª Brigata meccanizzata ha respinto le forze russe a nord della città. Durante i primi mesi del 2025 la brigata ha condotto operazioni offensive a nord di Kup"jans'k, espandendo la testa di ponte russa a ovest del fiume Oskol.
Nell'aprile 2025 la brigata è stata espansa, venendo riorganizzata nella 68ª Divisione fucilieri motorizzata e integrando personale proveniente dal 1045º Reggimento fucilieri motorizzato (unità militare 29310), costituito all'inizio del 2024 da soldati mobilitati.

## Struttura
25ª Brigata fucilieri motorizzata (1992-2025)
- Comando di brigata[37]
- 1º Battaglione fucilieri motorizzato
- 2º Battaglione fucilieri motorizzato
- 3º Battaglione fucilieri motorizzato
- Battaglione corazzato (T-80BVM)
- Gruppo artiglieria
  - Batteria controllo e ricognizione di artiglieria
  - 1º Battaglione artiglieria semovente (2S1 Gvozdika)
  - 2º Battaglione artiglieria semovente (2S1 Gvozdika)
  - Battaglione artiglieria lanciarazzi (BM-21 Grad)
  - Battaglione artiglieria controcarri (MT-12 Rapira e 9K114 Šturm)
- Gruppo difesa aerea
  - Plotone controllo e ricognizione radar
  - Battaglione missilistico contraereo (9K33 Osa)
  - Battaglione artiglieria missilistica contraerei (9K35 Strela-10, 2K22 Tunguska e 9K38 Igla)
- Battaglione genio
- Battaglione ricognizione
- Battaglione comunicazioni
- Battaglione manutenzione
- Battaglione logistico
- Compagnia comando
- Compagnia guerra elettronica
- Compagnia UAV
- Compagnia difesa NBC
- Compagnia cecchini
- Compagnia medica

68ª Divisione fucilieri motorizzata (2025-oggi)
- Comando di divisione[38]
- 121º Reggimento fucilieri motorizzato (unità militare 50183)
  - 1º Battaglione fucilieri motorizzato
  - 2º Battaglione fucilieri motorizzato
  - 3º Battaglione fucilieri motorizzato
  - Battaglione corazzato
  - Battaglione artiglieria
  - Unità di supporto
- 122º Reggimento fucilieri motorizzato (unità militare 50333)
  - 1º Battaglione fucilieri motorizzato
  - 2º Battaglione fucilieri motorizzato
  - 3º Battaglione fucilieri motorizzato
  - Battaglione corazzato
  - Battaglione artiglieria
  - Unità di supporto
- 82º Reggimento artiglieria semovente
- 52º Battaglione ricognizione

## Comandanti
- Colonnello Aleksej Dogoter (2019)[39]
- Colonnello Aleksej Ksenofontov (2024)[17]